# محمدتقی برخوردار
محمدتقی برخوردار (۱۳۰۳–۱۳۹۰ یزد) معروف به «حاجی برخوردار» از کارآفرینان موفق پیش از انقلاب بود. او به پدر صنایع خانگی ایران معروف است. او در ابتدا واردکننده باتری و تلویزیون شاوب لورنس بود ولی پس از آن با تأسیس کارخانجات قوه پارس (اولین تولیدکننده باتری در ایران)، پارس الکتریک (اولین تولیدکننده تلویزیون در ایران) و کارخانجات متعدد دیگر مانند لوازم خانگی پارس پا در راه تولید نهاد. برخوردار یکی از اعضای اتاق بازرگانی تهران بود. فعالیت‌های مهم اقتصادی وی تا سال ۱۳۵۷ در ایران ادامه یافت. سپس در جریان مصادره‌های ابتدای انقلاب، تمامی کارخانجات و اموال برخوردار مصادره و در اختیار بنیاد مستضعفان قرار گرفت. در مجموعه کارخانجات متعلق به برخوردار بیش از ۲۰,۰۰۰ تن کار می‌کردند. عباس میلانی او را جزو ۱۰۰ ایرانی اثرگذار معاصر برشمرده است.

## کارخانه‌ها
شرکت قوه پارس: اولین شرکت صنعتی که توسط برخوردار راه‌اندازی شد. شرکت ری اوواک (Rayovac) یا قوه پارس با سرمایه‌گذاری مشترک با یک آمریکایی بود. این شرکت که باطری تولید می‌کرد در سال ۱۳۵۵ وارد بورس شد.
پارس الکتریک: شرکت پارس‌الکتریک در سال ۱۳۴۱ برای تولید تلویزیون و وسایل برقی راه‌اندازی شد. در بخش‌های پژوهش از مهندسان خارجی استفاده می‌شد که هدف آنها آموزش پرسنل بود.
پارس خزر (پارس توشیبا): کارخانه شرکت پارس‌خزر در سال ۱۳۴۷ در شهر رشت تاسیس شد. این کارخانه انواع لوازم برقی خانه مثل آبمیوه‌گیری، چرخ گوشت، پنکه، پلوپز و … تولید می‌کرد.
شرکت کاشی پارس: در سال ۱۳۵۲ حاجی برخوردار با همکاری دیگران شرکت کاشی پارس را در شهرک صنعتی قزوین راه‌اندازی کرد.
سرامیک البرز: شرکت تولید سرامیک البرز را در سال ۱۳۵۶ تأسیس کرد. هدف از ایجاد این دو شرکت رشد شهرنشینی در شهر‌های بزرگ و افزایش تقاضا برای مصالح ساختمانی بود.
کشت و صنعت جیرفت: یکی از مهم‌ترین کشت و صنعت‌های کشور توسط حاجی برخوردار در جیرفت راه‌اندازی شد که به‌عنوان بهشت کشاورزی ایران شناخته می‌شود. 
شرکت لوازم‌خانگی پارس: کارخانه پارس در سال ۱۳۵۴ با سرمایه اولیه حدود ۸۰ میلیون تومان و با مشارکت ۱۵ درصدی شرکت جنرال الکتریک آمریکا راه‌اندازی شد. این کارخانه برای تولید یخچال، فریزر و ماشین لباسشویی که استفاده از آنها در شهر‌های بزرگ کم‌کم داشت همه‌گیر می‌شد، تأسیس شد.
فرش پارس: شرکت فرش پارس «تولید کننده فرش ماشینی و دارنده شش واحد ریسندگی انواع نخ، گونی‌بافی، پلی پروپیلن، موکت، فرش ماشینی، موکت‌بافی، رنگرزی و چاپ موکت» که تمام زیرساخت کارخانه فرش پارس را از انگلستان و سوییس و آلمان آورد.
صنایع پوشش: شرکت صنایع پوشش «تولید کننده انواع منسوجات با چهار کارخانه تولید مخمل، ریسندگی، حوله و بلوجین» توسط آقای برخوردار با مشارکت دیگران راه اندازی شد.

## دوران کودکی، نوجوانی و جوانی
محمدتقی برخوردار در خانواده‌ای تجارت پیشه در یزد به دنیا آمد. بنا به روایتی خانواده او تا قرن نوزدهم میلادی زرتشتی بودند و سپس به اسلام گرویدند. خانواده او، خانواده‌ای بسیار مذهبی بودند و پدرش از تاجران بزرگ و متدین معروف شهر بود. از دوران جوانی در تجارت خانه پدر در یزد کار می‌کرد تا ۱۸ سالگی که جهت ادامه تحصیل به تهران آمد. او تمایل چندانی به تحصیل در دانشگاه نداشت و به کارهای دولتی نیز وارد نشد. در تهران حجره‌ای در سرای امید روبه روی مسجد شاه خرید و به تجارت پرداخت. او در ۳۳ سالگی ازدواج کرد. همسر او قبلاً ازدواج کرده بود و از ازدواج قبلی خود دارای فرزند بود. این امر با معیارهای آن روز جامعه همخوانی نداشت، امّا برخوردار به این مسایل توجهی نداشت.

## شروع تجارت و تولید

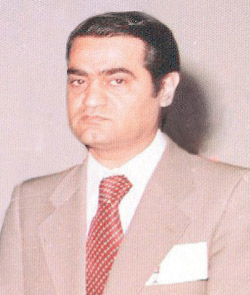
برخوردار در جوانی

او در ابتدا تنها به صادر کردن پسته اشتغال داشت. در همین زمان شروع به وارد کردن کالاهای مصرفی خانواده‌ها کرد. چون یکی از اقلام وارداتی او باتری بود، اولین قرارداد تولیدی خود را با شرکت ری او واک آمریکا بست و سپس بلافاصله شرکت قوه پارس را تأسیس کرد. بعد از آن نمایندگی لوازم خانگی رافائل را کسب کرد. در گام بعدی به ژاپن رفت و نمایندگی پنکه توشیبا را بدست آورد. برخوردار یکی از کسانی است که در تأمین مالی مرکز مطالعات مدیریت ایران نقش مهمی داشت چون آنها نیاز صنایع و کارخانه‌های رو به رشد ایران را به افراد تحصیل کرده‌ای که دوره‌های مدیریت هم گذرانده باشند حس می‌کرد. تأسیس مرکز مطالعات مدیریت ایران توسط حبیب لاجوردی و کمک مالی کارخانه‌ها و صنایع بزرگ انجام شد. نکته جالبی که آدم دربارهٔ برخوردار مشاهده می‌کند، این است که گسترش صنایع‌اش هم افقی بود و هم عمودی؛ مثلاً وقتی کارخانه توشیبا را در ایران راه انداخت بعد از مدتی کارخانه چوب‌بری هم برایش خرید یا وقتی شرکت قالیبافی تأسیس کرد در کنارش کارخانه نخ‌ریسی هم راه انداخت و یک بانک هم برایش تأسیس کرد.
سال ۱۳۵۱ بود که او دست به اقدام شجاعانه‌ای در تولید زد. محمدتقی امتیاز کارخانجات خارجی که تولید ابزار برقی می‌کردند را خرید و دست به کار تولید شد. کلیدپریزها، سرپیچ، دو شاخه، آنتن و فیش تلویزیون از همین کالاهای الکتریکی بودند.
سال ۱۳۵۲ کارخانه‌های کارتن البرز، کاشی پارس و سرامیک البرز را راه‌اندازی کرد. مخمل و حوله و بلوجین و لباس زیر و جوراب هم تولیدات بعدی او بود که راه‌اندازی کارخانه‌های‌شان را در سال ۱۳۵۴ انجام داد.
سال ۱۳۵۶ محمدتقی برخوردار اولین تلویزیون‌های رنگی را تحت لیسانس توشیبا و شاوب لورنس و بعد گروندیک تولید کرد.

## توسعه فعالیت‌های تجاری
در حال حاضر فرزندان و خانواده محمدتقی برخوردار چندین شرکت معتبر و مطرح در زمینه‌های مختلف لوازم خانگی در ایران دارند.

## انقلاب و مصادره اموال
به دنبال ملی شدن شرکت‌ها و کارخانجات صنعتی ایران از جمله اموال محمدتقی برخوردار که بعدها در اختیار بنیاد مستضعفان قرار گرفت، او پیش از یک سالگی انقلاب، از ایران خارج شد و این هجرت تا سال ۱۳۷۰ ادامه داشت که به سودای بازپس‌گیری اموالش به ایران بازگشته بود. حاصل این بازگشت فقط بازپس‌گیری قطعاتی زمین در رفسنجان و استرداد منزل شخصی‌اش بود. تقریباً همه هم نسلان کارآفرین محمدتقی برخوردار در جریان مصادره اموالشان رخت خود را از ورطه هولناکی که ایران در آن قرار گرفته بود بیرون کشیدند اما محمدتقی پس از ناکامی در بازپس‌گیری اموالش، در برابر این سؤال که اگر امروز فعالیت تجاری را شروع می‌کردی چطور عمل می‌کردی این جواب را داده بود: یک شرکت تأسیس می‌کردم و آن را شخصاً اداره می‌کردم و در جهت گسترشش هیچ اقدامی نمی‌کردم."
محمدتقی برخوردار که تلاش ناموفق زیادی برای بازپس‌گیری اموالش داشت، در جلسه‌ای با حضور مهدی بازرگان می‌پرسد: «ما چه گناهی کرده‌ایم، تعداد زیادی کارگر تعلیم دادیم، تعدادی مهندس استخدام و مشغول کار کردیم؟»

## درگذشت

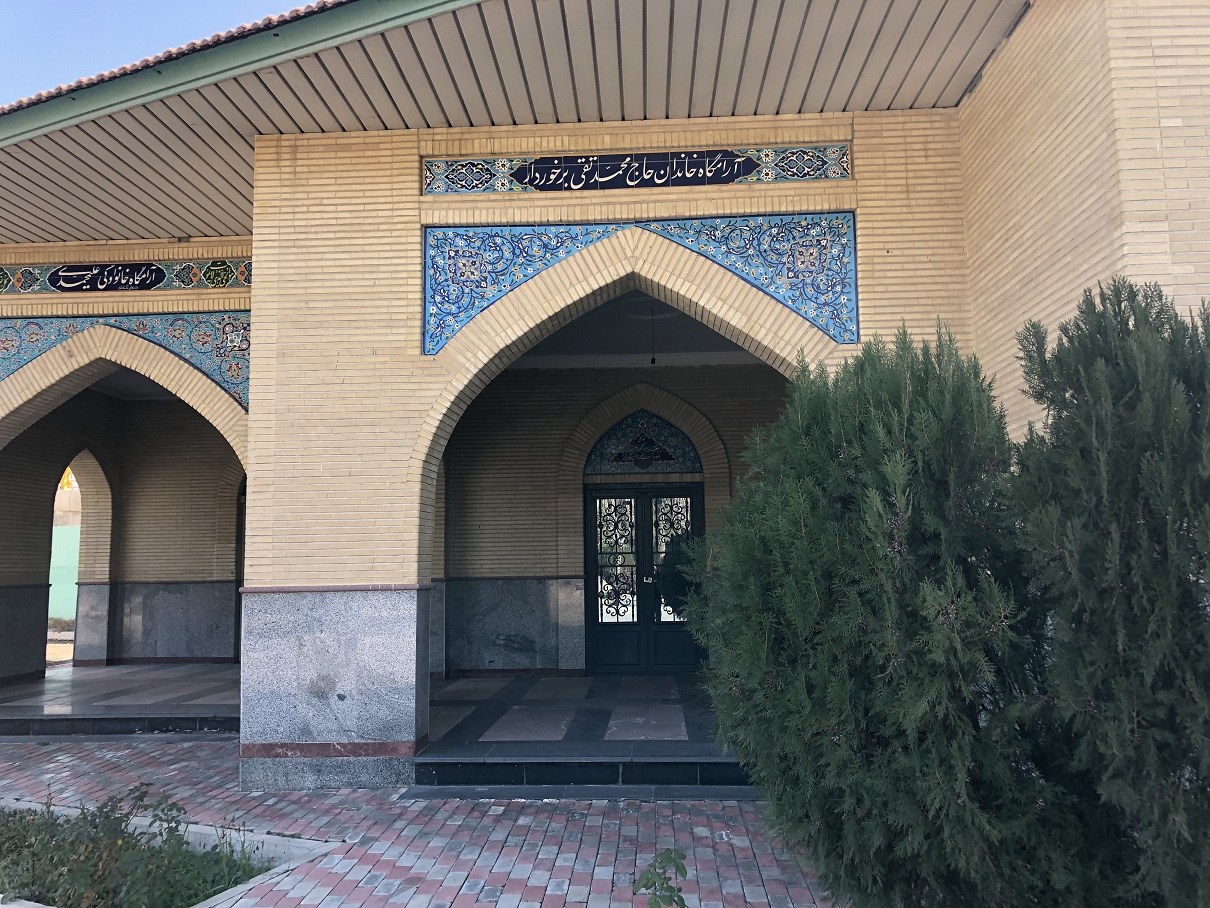
آرامگاه خانوادگی برخوردار

برخوردار در سالهای پایانی عمر خود مبتلا به فراموشی شد و در نهایت در تاریخ ۴ مرداد ۱۳۹۰ در منزل شخصی خود در تهران درگذشت. وی را در آرامگاه خانوادگیش در بهشت زهرا به خاک سپردند.

## یادمان
در سال ۱۳۸۸ کتاب زندگی و کارنامه محمد تقی برخوردار- موقعیت تجار و صاحبان صنایع در ایران عصر پهلوی از سوی نشر گام نو منتشر شد. این کتاب شرح حال فعالیت‌های تجاری و صنعتی محمدتقی برخوردار، پدر صنعت خانگی مدرن در ایران است. زندگی و کارنامه وی می‌تواند برخی مشکلات توسعهٔ اقتصادی ایران را از نگاه فعالان اقتصادی نشان دهد ضمن آنکه الگویی بومی در مدیریت و کارآفرینی را نیز ارائه می‌کند.